# Kristina Jennbert
Ingrid Kristina Jennbert, född 22 augusti 1950, är en svensk arkeolog och professor vid Lunds universitet.
Kristina Jennbert är utbildad vid Lunds universitet där hon disputerade 1984 på avhandlingen Den produktiva gåvan. Tradition och innovation i Sydskandinavien för omkring 5 300 år sedan, vilken diskuterade jordbrukets introduktion i Sydskandinavien med utgångspunkt från Löddesborg och andra arkeologiska platser i Skåne och Blekinge.
Hon har varit verksam vid Lunds universitet som forskarassistent 1985–1992, som universitetslektor 1992–2010, som forskningslektor 2000–2006, och som professor från 2010. Under åren 2008, 2010, 2012 och 2014 var hon gästprofessor vid Pontificia Universidad Católica del Perú, Lima, inom ramen för Linnaeus-Palmeprogrammet.
Mellan åren 2000–2007 var hon en av forskningsledarna för projektet Vägar till Midgård – nordisk hedendom i långtidsperspektiv finansierat av Riksbankens Jubileumsfond.
Hennes forskning fokuserar framförallt på relationer mellan människor och djur, etik, religionsarkeologi orienterad mot skandinavisk förkristen religion samt landskapsarkeologi.